# Rions
Rions är en kommun i departementet Gironde i regionen Nouvelle-Aquitaine i sydvästra Frankrike. Kommunen ligger i kantonen Cadillac som tillhör arrondissementet Langon. År 2022 hade Rions 1 483 invånare.

## Befolkningsutveckling
Antalet invånare i kommunen Rions
Referens:INSEE